# Overfladevidenskab
Overfladevidenskab er studiet af fænomener, der finder sted på grænsefladen mellem to faser. Overfladevidenskab hører således under materialevidenskab med underkategorierne overfladefysik og overfladekemi. Overfladefysik har også et betydeligt overlap med nanoteknologi.

## Udvalgte emner
- Biomembranfysik
- Tynde film
- Overflade-polymerisering
- Overfladespænding
- Kontaktvinkel

## Måleteknikker
- Scanning-sondemikroskopi (SPM)
  - Scanning-tunnelmikroskopi (STM)
  - Atomar kraftmikroskopi (AFM)
- Ellipsometri
- Røntgenfotoelektronspektroskopi (XPS)